# Austrosynapha naumanni
Austrosynapha naumanni är en tvåvingeart som beskrevs av Duret 1973. Austrosynapha naumanni ingår i släktet Austrosynapha och familjen svampmyggor. Inga underarter finns listade i Catalogue of Life.